# Annei japán császár
Annei császár (安寧天皇; Hepburn-átírással: Annei-tennō ) volt Japán harmadik császára  a hagyományos császári lista szerint. Sikicuhiko Tamatemi no Mikotoként is ismert.
Életének és uralkodásának pontos dátumait homály fedi. A hagyomány szerint i. e. 549 és i. e. 511 között uralkodott, közel a Dzsómon-kor végéhez.

## Élete
A modern történészek kétségbe vonják az első kilenc japán császár létezését. Többek szerint Annei leszármazottja, Szuidzsin császár lehetett az első, aki valóban élt és uralkodott. A későbbi generációk által adott posztumusz neve lett Annei tennó.
Anneit a történészek „legendás császárként” jellemzik, életéről csekély mennyiségű forrás áll rendelkezésünkre. Kinmei (i. sz. 509 k. – 571), a 29. császár az első, akinek nevéhez a modern történetírás konkrét évszámokat rendel, noha a korai császárok hagyományosan elfogadott neveit és a velük kapcsolatos évszámokat Kanmu császár(737 – 806), a Jamato dinasztia 50. uralkodója uralmáig nem ismerték el.
A Kodzsikiben és a Nihonsokiban mindössze a neve és származása kerül említésre. A japánok hagyományosan elfogadják ezen uralkodók létezését, és egy jelenleg is fenntartott császári miszaszagija is van Anneinek, azonban még nem fedeztek fel olyan feljegyzéseket, amelyek alátámasztanák azt, hogy ez a történelmi alak valóban uralkodott volna. Őt tartják a másodiknak abból a nyolc császárból, akikhez nem kapcsolódik konkrét legenda, és akiket „nyolc nem dokumentált uralkodóként” (欠史八代, Kessi-hacsidai) is nevezünk.
Annei császár vagy a legidősebb, vagy az egyetlen fia volt Szuizei császárnak. Trónrakerülése előtt Sikicuhiko Tamatemi hercegként volt ismert.
Dzsien írásai szerint Ukena no mija palotájából, a később Jamato provinciaként ismert Kavacsiban uralkodott.
A császár posztumusz nevének szó szerinti jelentése „állhatatos nyugalom”. Minden kétséget kizáróan kínai eredetű és buddhista vonatkozású, amiből arra következtethetünk, hogy e név használata évszázadokkal a császár vélt uralkodása után lépett életbe, körülbelül a Kodzsiki, a Jamato dinasztia legendás eredettörténetének keletkezése idején.
Annei sírjának pontos helye nem ismert, de tiszteletére egy miszaszagit, azaz sintó emlékhelyet tartanak fenn Narában.
A Császári Udvartartási Hivatal Annei mauzóleumaként nevezi a helyet, hivatalosan az Unebi-jama no hicudzsiszaru Mihodo no i no e no no miszaszagi nevet viseli.

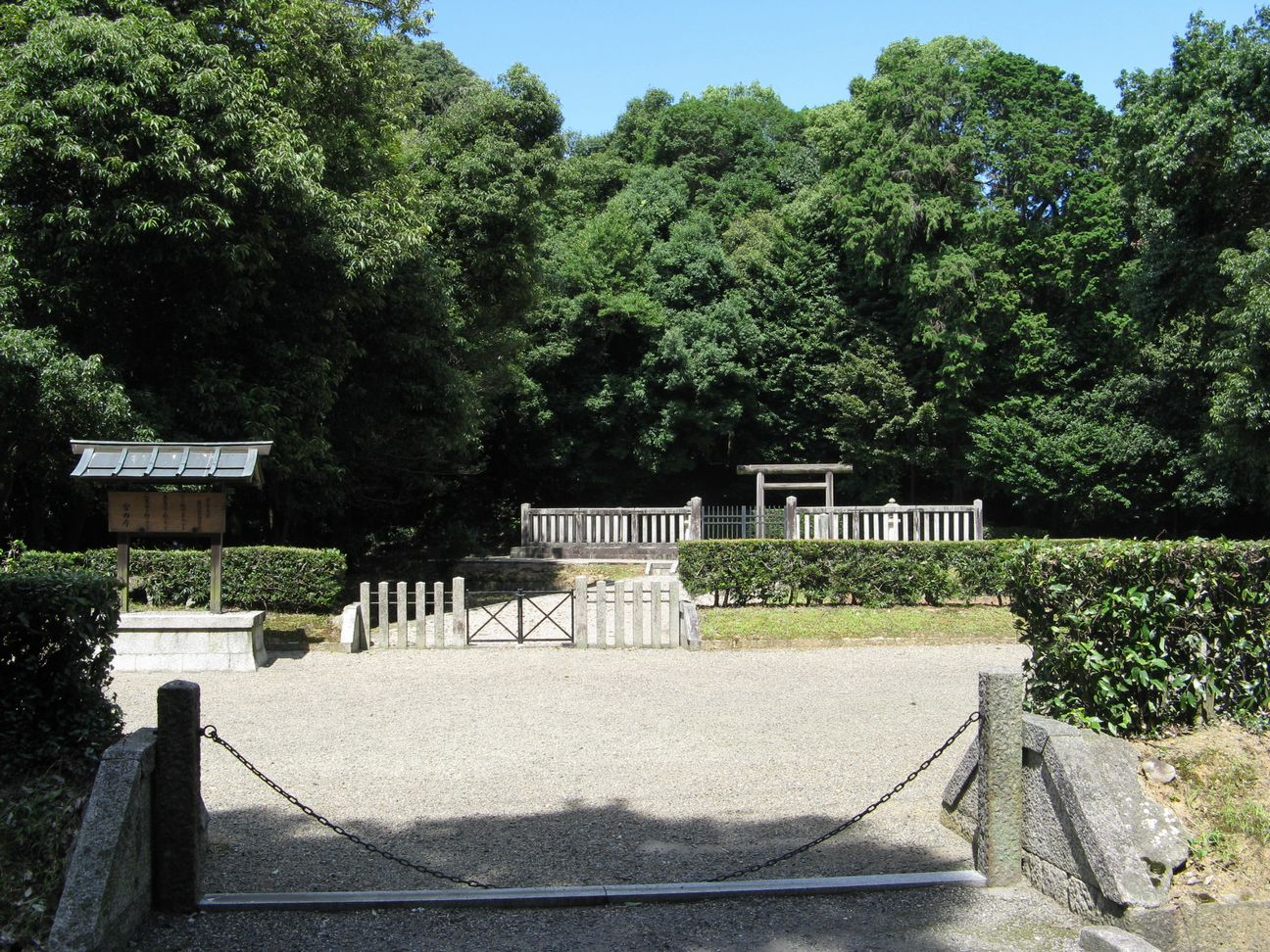
Sintó szentély és mauzóleum Annei császár tiszteletére.

## Fordítás
- Ez a szócikk részben vagy egészben  az   Emperor Annei című angol Wikipédia-szócikk fordításán alapul.  Az eredeti cikk szerkesztőit annak laptörténete sorolja fel. Ez a jelzés csupán a megfogalmazás eredetét és a szerzői jogokat jelzi, nem szolgál a cikkben szereplő információk forrásmegjelöléseként.

| Előző uralkodó: Szuizei | Japán császár i. e. 549 – i. e. 511 | Következő uralkodó: Itoku |